# Phiala flavina
Phiala flavina är en fjärilsart som beskrevs av M.Gaede 1927. Phiala flavina ingår i släktet Phiala och familjen Eupterotidae. Inga underarter finns listade i Catalogue of Life.